# Zacarías Ylera
Zacarías Ylera Medina (Valladolid, 28 de diciembre de 1878-Valladolid, 16 de octubre de 1943) fue un poeta y traductor español.

## Biografía
Nació en Valladolid el 28 de diciembre de 1878. Vivió en la Montaña de León, en la que ambientó los relatos de La Giraldella, El pañuelo de seda y Franciscona del libro de cuentos Iris.
Colaborador de la revista Juventud Castellana.
Ganador de la flor natural en los Juegos Florales organizados por el Ateneo de León.
Fue un notable poeta, que, además, dio a conocer a varios poetas catalanes en tierras castellanas en su libro El Parnaso catalán: poesías traducidas (1929).  
Por el libro Testigo de una época: divagaciones de un espectador, de Francisco de Cossío, sabemos que Ylera acudía al vallisoletano Café Calderón, lugar de reunión y debate de Mourlane Michelena, Justo González Garrido, Narciso Alonso Cortés, Federico Santander, Miguel de San Román y otros escritores y artistas.
Falleció su ciudad natal el 16 de octubre de 1943.

## Obra
- Blancura viva (1907)
- Amapolas (1907), prólogo de Emilio Ferrari
- De la vida a la estrofa (1913)
- El Parnaso catalán: poesías traducidas (Valladolid, Imprenta Provincial, 1929)
- Iris (cuentos), prólogo de Andrés Torre Ruiz
- Nido sin aves (novela)